# 빠니보틀
빠니보틀(Pani Bottle, 본명: 박재한, 1987년 10월 26일~)은 대한민국의 여행 유튜버이다. 2015년부터 세계와 국내 곳곳을 다녔으며, 그 여행기를 영상으로 기록하는 크리에이터이다. 닉네임인 빠니보틀은 과거 인도 여행 중 기차에서 병에 든 물을 파는 상인 음성에서 착안했다. 여기서 '빠니'는 힌디어로 물을 의미하고, '보틀'(Bottle)은 영어로 병을 의미해, 이를 합치면 물병이라는 의미가 된다. 태어난 김에 세계일주, 지구마불 세계여행 등 방송에서도 활동한다.
2019년 1월부터 2020년 3월까지 유라시아 대륙 여행을 거쳤으며, 코로나19 범유행 영향으로 귀국해 2020년 7월부터 국내 여행을 테마로 영상을 제작했다. 2021년 8월부터는 미국을 필두로 한 아메리카 대륙 여행에 나섰다. 유튜브 활동 외에도 OTT 서비스 왓챠와의 합작 웹드라마인 《좋좋소》의 감독과 각본을 맡기도 했다.

## 생애
1987년 강원도 춘천시에서 태어났다. 동부초등학교와 후평중학교, 강원고등학교를 거쳐 서울과학기술대학교 도예·시각디자인과에 입학했다.
유튜브 활동 전에도 네이버 블로그에 여행기를 업로드했다. 2007년 일본 여행기를 업로드했고 육군 운전병으로 군복무 후 2009년 유럽 여행기를 업로드했다. 이후 2014년에는 남미, 2017년에는 동남아시아와 인도 여행기를 업로드했다.
2019년 1월부터 434일간의 유라시아 대륙 여행을 시작했다. 지금의 유튜브 활동명인 '빠니보틀'이 정해진 것도 이 즈음이다. 인도 여행 중 기차칸에서 대기하는 동안 어느 음료수 행상이 힌디어로 '빠니보틀' (→물병) 하고 외치는 것에서 착안했다. 태국 방콕을 시작으로 동남아와 인도, 중앙아시아, 중동, 유럽을 거쳤으며, 마지막으로는 러시아의 시베리아 횡단열차를 타고 블라디보스토크에서 비행기를 타고 귀국할 예정이었으나 코로나19 사태로 계획이 대거 변경되었다.
한국으로 돌아온 2020년 3월부터는 본가인 춘천으로 가서 경운기를 몰고 농사를 시도하는 등의 소소한 브이로그를 계획하였고, 7월부터는 국내 여행에 돌입하였다. 2021년 5월에는 아스트라제네카 백신, 7월에 화이자 백신을 맞아 해외여행 대비 백신접종을 완료하였고, 2021년 8월 5일 미국으로 출국해 석 달 동안 미국 횡단여행에 나서기 시작했다.
기본적인 여행 성향은 '게임처럼 재밌게 즐기다 온' 컨셉으로, 오버투어리즘에 반대하며 남들이 가본 유명여행지만 가는 여행에 비판적이다. 여행 중간중간에는 위키백과와 나무위키 등에 올라온 정보를 참고하며, 기존 여행상품 리스트에 존재하지 않는 곳을 발굴하려 한다.

## 학력
- 동부초등학교(졸업)
- 후평중학교(졸업)
- 강원고등학교(졸업)
- 서울과학기술대학교 도예, 시각디자인(학사)

## 활동

### 여행

#### 유라시아 여행
- 태국: 방콕[9]
- 캄보디아: 프놈펜[10]
- 베트남: 호찌민 - 달랏[11] - 나트랑 - 꾸이년 - 꽝응아이 - 다낭[12] - 퐁냐깨방 국립공원[13]
- 라오스: 볼리캄사이 - 루앙프라방 - 방비엥[14] - 비엔티안
- 말레이시아: 쿠알라룸푸르 - 피낭
- 미얀마: 양곤 - 바간 - 타무[15]
- 인도: 임팔 - 구와하티 - 실롱 - 실리구리
- 네팔: 카트만두 - 포카라
- 인도: 바라나시 - 뭄바이[16] - 우다이푸르 - 자이살메르[17] - 델리 - 마날리 - 카솔[18] - 다람살라[19] - 파탄콧 - 암리차르[20] - 델리
- 우즈베키스탄: 타슈켄트 - 사마르칸트 - 히바 - 누쿠스 - 무이나크 (아랄해)
- 키르기스스탄: 비슈케크 - 오쉬 - 굴차
- 타지키스탄: 무르갑 - 파미르고원 - 호루그 - 두샨베 -호자오비가름
- 투르크메니스탄: 다르바자 (지옥의 문) - 아시가바트 - 투르크멘바시
- 아제르바이잔: 바쿠 - 나프탈란
- 조지아: 트빌리시 - 치아투라 - 바투미
- 튀르키예: 아르트빈 - 트라브존 - 시바스 - 괴레메 - 이스탄불- 무두르누
- 이스라엘: 텔아비브 - 예루살렘
- 팔레스타인: 라말라
- 요르단: 암만 - 마안 - 와디 럼 - 아카바
- 사우디아라비아: 하클 - 타부크 - 리야드
- 아랍에미리트: 두바이
- 바레인: 바레인 국제공항[21]
- 이집트: 다합 - 카이로
- 그리스: 아테네
- 불가리아: 소피아
- 루마니아:
- 몰도바:
- 트란스니스트리아:
- 우크라이나: 키예프 - 프리피야티 - 키예프
- 슬로바키아:
- 체코: 프라하
- 독일: 프랑크푸르트
- 프랑스: 파리
- 영국: 런던
- 아이슬란드: 레이캬비크 - 세이디스피외르뒤르 - 아퀴레이리 - 레이캬비크 - 케플라비크
- 러시아: 모스크바 - 야쿠츠크 - 오이먀콘 - 블라디보스토크 국제공항[22]

#### 아메리카 여행
- 미국: 캘리포니아주 - 네바다주 - 텍사스주 - 루이지애나주
- 멕시코: 몬테레이 - 케레타로 - 똘랑똥고 - 멕시코시티
- 과테말라: 안티과과테말라 - 과테말라시티
- 멕시코: 캉쿤
- 콜롬비아: 보고타 - 메데인
- 페루: 이키토스- 쿠스코
- 볼리비아: 라파스 - 살라르 데 우유니
- 아르헨티나: 부에노스아이레스 - 우수아이아

#### 발트해 나라들 여행
- 에스토니아: 탈린
- 라트비아: 리가
- 핀란드: 헬싱키

#### 부탄 여행
- 부탄: 팀푸 - 푸나카 - 팀푸

#### 말레이시아 여행
- 말레이시아: 쿠알라룸푸르

## 수상 목록
- 2023년 MBC 방송연예대상 베스트 커플상 (with 기안84, 이시언, 덱스)

### 작품
- MBC TV : 《태어난 김에 세계일주, 태어난 김에 세계일주 2, 태어난 김에 세계일주 3, 태어난 김에 음악일주》
- ENA : 《지구마불 세계여행》
- 유튜브 《라면꼰대3》
- 유튜브 《라면꼰대4》
- 유튜브 《라면꼰대5》

### 광고
- 2022년 - 여기어때 (윤종신, 이미주, 장기하, 노홍철, 장윤주, 미노이, 아누팜 트리파티와 함께 출연)

## 같이 보기
- 곽튜브